# Ludwig Heilmeyer

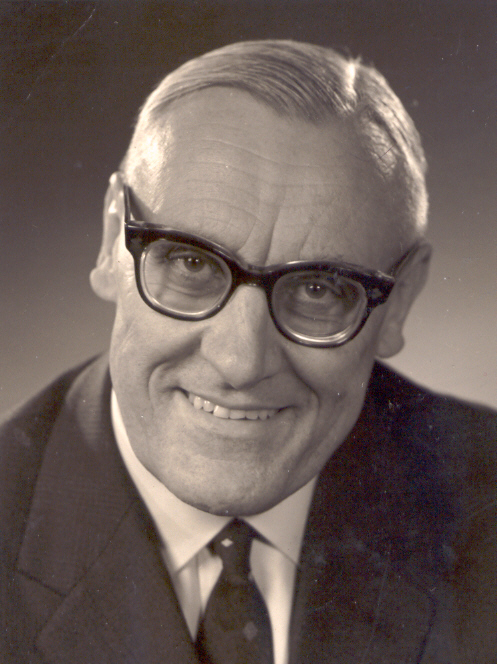
Ludwig Heilmeyer

Ludwig Heilmeyer (* 6. März 1899 in München; † 6. September 1969 in Desenzano del Garda am Gardasee) war ein deutscher Internist, Forscher (u. a. Hämatologe) und Hochschullehrer.

## Leben
Nach dem Besuch des Maxgymnasiums in München und dem Notabitur 1917 wurde Heilmeyer zum Militär eingezogen. Anfang Mai 1919 nahm er als Freiwilliger des Freikorps Epp an der Niederschlagung der Münchner Räterepublik teil. 1919 begann er in München das Medizinstudium, das er nach bestandenem Staatsexamen 1925 abschloss. Im selben Jahr wurde er promoviert und erhielt er die ärztliche Approbation. Nach einer kurzen Assistentenzeit in München an der Klinik Ernst von Rombergs wurde er ab 1926 an der Medizinischen Universitätsklinik Jena tätig, wo er 1927 die Lehrberechtigung erhielt und 1928 zum Privatdozenten ernannt wurde.
Heilmeyer war von 1933 bis 1935 Mitglied des Stahlhelms, nach eigener Aussage, um in diesem Rahmen Widerstand gegen den NS zu leisten. Unter der Jenaer Professorenschaft war das 1933 wohl nicht unüblich, wenngleich der Hintergrund in der Regel nationalistisch war. Er nahm an rassenpolitischen Schulungen der Staatsschule für Führertum und Politik in Thüringen teil. 1936 wurde Ludwig Heilmeyer zum außerordentlichen Professor ernannt.
1941 wurde Heilmeyer als Luftwaffenarzt einberufen. Er war zunächst im Luftwaffenlazarett in Halle-Dölau, ab 1943 in Rowno (Ukraine) und schließlich 1944 als Leiter der Inneren Abteilung der ehemaligen Universitätskliniken Krakau tätig. Daneben war er seit 1944 Beratender Internist bei der Luftflotte 4.
Nach vorübergehendem Wirken an der Medizinischen Akademie in Düsseldorf, wo er 1945 zum ordentlichen Professor ernannt wurde, und Wuppertal-Barmen übernahm er 1946 den Lehrstuhl für Innere Medizin am Universitätsklinikum Freiburg i. Br., den er bis 1967 innehatte, und wurde zum Direktor der Medizinischen Universitätsklinik. Heilmeyer begann seine Tätigkeit mit zwei Oberärzten und wenigen Assistenten. Zum Wiederaufbau der im Krieg zerstörten Klinik trug er ausschlaggebend bei.
Fraglich ist Heilmeyers Rolle als Mitglied einer von der Deutschen Gesellschaft für Innere Medizin eingesetzten Gutachterkommission zu Wilhelm Beiglböck. Beiglböck wurde in Nürnberger Ärzteprozess 1946/47 zu einer Haftstrafe von 15 Jahren verurteilt (später auf zehn Jahre reduziert), da dieser 1944 im Konzentrationslager Dachau Menschenversuche an „Zigeunern“ zur Trinkbarmachung von Meerwasser geleitet hatte.  Im Dezember 1951 kam er vorzeitig frei.
Die Gutachter-Kommission war zu dem Schluss gekommen, dass „in der Art der Auswahl und der Gewinnung von Versuchspersonen Fehler begangen worden seien und in der Wahl eines Konzentrationslagers als Versuchsort, dass diese Fehler aber keine Verbrechen gewesen seien.“
Nach der Haftentlassung 1951 arbeitete Beiglböck zunächst bei Heilmeyer in Freiburg und wurde 1952 auf dessen Vermittlung hin Leitender Arzt der Inneren Abteilung des Krankenhauses in Buxtehude.
1948 und 1949 war Heilmeyer in Freiburg Dekan der Medizinischen Fakultät. Seit 1956 war Heilmeyer Mitglied der Deutschen Akademie der Naturforscher Leopoldina. In die Heidelberger Akademie der Wissenschaften wurde er 1961 als ordentliches Mitglied aufgenommen.
Schüler von Heilmeyer waren unter anderem Rolf Marquardt, der Gründungsdirektor der Universitätsaugenklinik Ulm und Hermann Heimpel.
1967 wechselte er nach seiner Emeritierung in Freiburg als Gründungsrektor und Vorsitzender des Gründungsausschusses an die Medizinisch-naturwissenschaftliche Hochschule Ulm.
Heilmeyer starb 1969 in Italien durch eine Spannungspneumothorax.

## Leistungen
Ab dem Wintersemester 1946/1947 führte Heilmeyer die Psychosomatik in den Unterricht und in den Alltag der Medizinischen Klinik ein und förderte psychotherapeutische Behandlungsverfahren, für die damalige Zeit eine ungewöhnliche Neuerung.
Ludwig Heilmeyer begründete die quantitativ-chemische Hämatologie. Neben der Eisenmangelanämie gehörten zu seinen Hauptarbeitsgebieten die Leukämien, bei denen er die chemotherapeutische Behandlung mit Zytostatika einführte. Er befasste sich auch wissenschaftlich mit der Hochspannungselektrophorese sowie dem Eisen- und Kupferstoffwechsel und ist der Erstbeschreiber der chronischen Erythroblastose, die unter dem Namen „Heilmeyer-Schönersche Erkrankung“ bekannt ist.
In der Tuberkulose-Therapie setzte Heilmeyer mit der Anwendung von Tuberkulostatika wichtige Impulse.
1949 verwandte er als einer der Ersten Radio-Isotope mit der dazugehörenden Diagnostik und Therapie in der klinischen Forschung. Später schuf er eine Abteilung für Nuklearmedizin innerhalb der Medizinischen Klinik. 1963 gründete er in Freiburg die Gesellschaft für Nuklearmedizin und wurde deren Erster Vorsitzender.
Das von Heilmeyer herausgegebene Lehrbuch der Inneren Medizin (ab 1955) widmete er seinem Freund, dem Chirurgen Hermann Krauß, zu dessen 60. Geburtstag.

## Rezeption
Im Jahr 2016 kam die „Kommission zur Überprüfung der Freiburger Straßennamen“ zu dem Schluss, dass Heilmeyer sich fremde Leistungen von aus dem Amt vertriebenen jüdischen Wissenschaftlern aneignete, insbesondere als Heilmeyer 1959–1969 das „Handbuch für Hämatologie“ mit Anton Hittmair neu herausgab. Dabei nahm Heilmeyer die Stelle des Erstherausgebers ein, des jüdischen Arztes Hans Hirschfeld (Herausgeber ab 1934). Weder im Vorwort noch an einer anderen Stelle verwiesen Heilmeyer und Hittmair auf Hirschfelds Leistungen oder gedachten seiner Ermordung im Konzentrationslager Theresienstadt.
Kritisch gesehen wird auch Heilmeyers Zusammenarbeit mit den KZ-Ärzten Kurt Plötner und mit Wilhelm Beiglböck, welcher im Nürnberger Ärzteprozess als Kriegsverbrecher verurteilt wurde und dann bis 1951 im Landsberger Gefängnis inhaftiert war.
Auf der anderen Seite soll Heilmeyer während seiner Krakauer Zeit als Leiter der Medizinischen Klinik ähnlich wie sein pädiatrischer Kollege Josef Ströder Sympathien und Unterstützung für die Polen gezeigt und sich lediglich als Interimsdirektor gesehen haben.

## Ehrungen
Ludwig Heilmeyer hatte Ehrendoktortitel der Universitäten Athen, Frankfurt am Main, Löwen, Santiago de Chile und Wien. 1960 erhielt er den Robert-Koch-Preis und die Robert-Koch-Medaille. Er war Träger des Großen Bundesverdienstkreuzes.
Die Gesellschaft für Fortschritte in der Inneren Medizin (heute Walter-Siegenthaler-Gesellschaft für Fortschritte in der Inneren Medizin und früher bisweilen Ludwig-Heilmeyer-Gesellschaft genannt) vergab alle zwei Jahre für grundlegende wissenschaftliche Arbeiten über aktuelle Themen der Inneren Medizin an verdiente Forscher den „Ludwig-Heilmeyer-Preis“ bzw. Medaille (heute wie die Gesellschaft nach Walter Siegenthaler benannt).
In Freiburg waren die beiden internistischen Intensivstationen der Medizinischen Universitätsklinik nach Ludwig Heilmeyer benannt.
Auch eine Station des Zentrums Innere Medizin der Universitätsmedizin Göttingen, der Wirkungsstätte seines Schülers Werner Creutzfeldt, trägt Heilmeyers Namen.
Die Stadt Ulm ehrte Heilmeyer mit der im Stadtteil Eselsberg gelegenen Straße „Heilmeyersteige“, an der sich das größte Studentenwohnheim der Stadt befindet. Im September 2018 hat der Gemeinderat der Stadt Ulm beschlossen, den bisherigen Heilmeyer-Saal im Grünen Hof Ulm aufgrund der NS-Vergangenheit Heilmeyers umzubenennen. Im Juli 2019 beschloss der Ulmer Gemeinderat zudem mehrheitlich eine Umbenennung der Heilmeyersteige. Im Februar 2020 wurde der neue Name „Eselsbergsteige“ beschlossen; die Umbenennung wurde zum Fahrplanwechsel im Dezember 2020 vollzogen.
In Günzburg war die „Ludwig-Heilmeyer-Straße“ nach ihm benannt, eine Zufahrtsstraße zum BKH Günzburg, Klinik für Psychiatrie und Psychotherapie II der Universität Ulm. Der Günzburger Stadtrat beschloss im Januar 2020, dass die Straße einen neuen Namen bekommen soll. Die Verdienste Heilmeyers für Günzburg und die Reisensburg seien unbestritten. Mit seinen Verstrickungen in die NS-Vergangenheit und seiner Förderung ehemaliger KZ-Ärzte diene Ludwig Heilmeyer jedoch nach heutigen Maßstäben nicht mehr als Vorbild. Ausschlaggebend sei hier besonders auch das Verhalten Heilmeyers nach 1945, da er "tatkräftig dabei geholfen hat, Nazis reinzuwaschen." Seit Januar 2021 heißt die Straße „Lindenallee“.
Seit 1965 ist er Ehrenmitglied der Deutschen Gesellschaft für Hämatologie und Medizinische Onkologie.
Der seit 1994 bestehende „Ludwig-Heilmeyer-Weg“ im Freiburger Stadtteil Rieselfeld wurde nach Empfehlung einer Expertenkommission zur Überprüfung der Freiburger Straßennamen im Jahr 2018 in „George-de-Hevesy-Weg“ umbenannt. Als Begründung nannte die Kommission Heilmeyers NS-Belastung.
Im Mai 2021 wurde in Jena die im Jahr 1994 angebrachte Gedenktafel für Heilmeyer an der Medizinischen Klinik in der Bachstraße aufgrund dessen NS-Vergangenheit entfernt.

## Veröffentlichungen (Auswahl)
- Hämolytische Anämien durch unspezifische Antikörper. In: Münchener Medizinische Wochenschrift. Band 95, Nr. 1, 2. Januar 1953, S. 85–88.
- als Herausgeber mit Herbert Begemann: Blut und Blutkrankheiten, in: Handbuch der inneren Medizin, 5. Auflage, 2. Band, 9 Teile, Springer-Verlag, Berlin 1968–1985.
- Helmut Löffler, Johann Rastetter, Torsten Haferlach; Ludwig Heilmeyer (Begründer): Atlas der klinischen Hämatologie. Springer-Verlag, Berlin 2004, ISBN 3-540-20645-0.
- als Hrsg.: Lehrbuch der Inneren Medizin. Springer-Verlag, Berlin / Göttingen / Heidelberg 1955; 2. Auflage ebenda 1961. – Zu den Bearbeitern gehörten neben Heilmeyer unter anderem Günter Clauser, Joachim Frey, Hans Adolf Kühn und Herbert Reindell.
  - Hans Adolf Kühn, Joachim Schirmeister (Hrsg.); Ludwig Heilmeyer (Begründer): Innere Medizin : ein Lehrbuch für Studierende und Ärzte. Springer-Verlag, Berlin 1989, ISBN 3-540-19395-2.
- mit Wolfgang Müller: Die rheumatischen Erkrankungen. In: Ludwig Heilmeyer (Hrsg.): Lehrbuch der inneren Medizin. Springer-Verlag, Berlin / Göttingen / Heidelberg 1955; 2. Auflage ebenda 1961, S. 309–351.
- mit Herbert Begemann: Blut und Blutkrankheiten. In: Ludwig Heilmeyer (Hrsg.): Lehrbuch der inneren Medizin. Springer-Verlag, Berlin / Göttingen / Heidelberg 1955; 2. Auflage ebenda 1961, S. 376–449.
- August Sundermann (Hrsg.), Ludwig Heilmeyer (Begründer): Rezepttaschenbuch : mit ausgewählten Hinweisen auf die nichtmedikamentöse Therapie, Fischer-Verlag, Jena 1987, ISBN 3-334-00031-1
- als Hrsg. mit Anton Hittmair: Handbuch der gesamten Hämatologie. Verlag Urban & Schwarzenberg, München / Berlin / Wien 1957.